# Adolf Bödiker
Adolf Franz Josef Bödiker (* 30. Juli 1835 in Meppen; † 26. Februar 1893 in Hildesheim) war ein deutscher Jurist und Politiker (Mitglied des Reichstags und des Preußischen Abgeordnetenhauses für die Deutsche Zentrumspartei).

## Herkunft und beruflicher Werdegang
Adolf Bödiker gehörte einer im Emsland hoch angesehenen und einflussreichen Honoratiorenfamilie an, aus der u. a. der Präsident des Reichsversicherungsamtes, Tonio Bödiker, stammte. Nach dem Besuch des Meppener Gymnasiums absolvierte er 1853 bis 1856 ein Jurastudium in Heidelberg, Berlin und Göttingen. 1856 bis 1860 arbeitete der Jurist als Auditor in Osnabrück und Hannover. 1861 wurde er zum Gerichtsassessor befördert, 1863 zum Amtsrichter und 1867 versetzte die Regierung ihn nach Hildesheim, wo er 1869 zum Obergerichtsrat ernannt wurde. Der sehr begabte Jurist verfasste zahlreiche fachliche Abhandlungen und fungierte von 1880 bis 1889 als Herausgeber des angesehenen „Magazins für das Deutsche Recht der Gegenwart“.

## Politische und parlamentarische Tätigkeit
Wie die große Masse der Emsländer, aber nicht seiner Familie, schloss sich Adolf Bödiker der katholischen Zentrumspartei an, womit eine weitere berufliche Karriere notgedrungen beendet wurde, zumal er ein enger Mitarbeiter des Zentrumsführers Ludwig Windthorst wurde, der seinen Heimatwahlkreis Meppen im Reichstag und dem Preußischen Abgeordnetenhaus vertrat. Windthorst sorgte dafür, dass sein enger Mitarbeiter, von Julius Bachem sogar als „Privatsekretär“ bezeichnet, 1879 für das Zentrum bei der Wahl zum Preußischen Abgeordnetenhaus im rheinischen Wahlkreis Köln 4 (Sieg – Mülheim am Rhein – Wipperfürth) aufgestellt wurde. Der Wahlkreis, der drei Abgeordnete stellte und eine Hochburg der Zentrumspartei war, entsandte ihn seitdem bis zu seinem Tod mit großer Mehrheit bzw. ohne jeden Gegenkandidaten in das Preußische Abgeordnetenhaus. Überdies wurde er 1890 im Wahlkreis Köln 6 (Mülheim a. Rh.-Wipperfürth usw.) in den Reichstag gewählt. Als versierter Jurist meldete sich Bödiker in den Parlamenten häufig zu Wort und war für die Zentrumspartei eine besonders wichtige Person in den Finanzausschüssen der beiden Parlamente. Im Preußischen Abgeordnetenhaus setzte sich der stark im Emsland verwurzelte Bödiker vehement für staatliche Kanalbaupläne im Emsland und der Grafschaft Bentheim ein. Sein Sohn Carl Bödiker wurde in Hamburg ein bedeutender Wirtschaftsführer.

## Werke
- Hrsg. von: Magazin für das deutsche Recht der Gegenwart (von 1880 bis 1889).
- Die Civil-Prozeß-Ordnung für das Deutsche Reich vom 30. Jan. 1877. Text-Ausg. nebst e. vollständigen Abdrucke des Gerichts-Verfassungsgesetzes u. der Konkurs-Ordnung, auch ausführliches Sachregister zur Civil-Prozeß-Ordnung in Verbindg. m. dem Gerichts-Verfassungs-Gesetze, soweit letzteres sich nicht ausschließlich auf Strafsachen bezieht, sowie zur Konkurs-Ordnung, zum Handgebrauche hrsg., Hannover 1877.
- Die Reichs-Civil-Prozeß-Ordnung, die bezüglichen Bestimmungen des Gerichtsverfassungsgesetzes u. der Einzelgesetze. Nach den Vorarbeiten von R. Reinecke, 2. Auflage, Hannover 1879.